# Jezabel
|  | Aquest article tracta sobre el personatge bíblic. Si cerqueu la pel·lícula, vegeu «Jezebel (pel·lícula)». |

Jezabel   (Sidó, c. 900 aC - Jezrael, c. 841 aC) segons la Bíblia, Jezabel (en hebreu אִיזֶבֶל|אִיזָבֶל בת-אֶתְבַּ֫עַל ʾÎzéḇel bat Ethbaal) fou una reina consort del Regne d'Israel.
Segons la narració bíblica, Jezabel va substituir el yahwisme pel culte a Baal i Axera i va ser responsable de la mort de Nabot. Això va causar danys irreversibles a la reputació de la dinastia Omride, que ja eren impopulars entre els israelites.
Més tard, al Llibre de l'Apocalipsi, el nom de Jezabel s'atribueix amb menyspreu a una dona profètica de Tiatira, a qui l'autora, a través de la veu del Crist ressuscitat, acusa de conduir els seus seguidors a la fornicació (idolatria). Per negar-se a penedir-se, se l'amenaça amb un càstig sexual i la mort dels seus fills.

## Biografia
Jezabel era la filla del rei de Fenícia Etbaal I, un sacerdot de la dea Astarte que es va rebel·lar contra el rei Fel·les i va prendre el tron el 878 aC. D'acord amb Flavi Josep, historiador romà del segle i, Jezabel era besàvia de Dido, la mítica reina de Cartago que se suïcidaria pel seu amor no correspost cap a l'heroi troià Enees.

## Núpcies i descendents
Jezabel es va casar amb el rei d'Israel Acab, i van tenir diversos fills:
- Ahazià, rei d'Israel.
- Jehoram, rei d'Israel.
- Atalia, reina de Judà.

## Història
La seva història és narrada en els dos llibres dels Reis, en el primer i en el segon, de la Bíblia. Jezabel allunya Acab del déu dels israelites en favor de la devoció pel déu fenici, Baal, fet que reporta al rei moltes enemistats, com la del profeta Elies. Acab i Jezabel aixequen temples a Baal a Israel i la religió pagana rep el patronatge reial. Després d'haver matat els profetes de Jahvè, el profeta Elies desafia 450 profetes de Baal a una prova per mostrar el déu totpoderós. De totes les ofrenes presents, l'única que crema és la d'Elies. Amb aquest triomf, va aconseguir guanyar molts adeptes entre les tribus d'Israel.